# The Last Jim (Uk-udgave)
The Last Jim er Gasolin's andet album på engelsk, som udkom i 1974.

## Spor
1. "Mrs. Boogie Woogie"
2. "Little Pasha Honeysuckle Divine"
3. "Bingo"
4. "Boogaloo"
5. "Cellophane Brain"
6. "Dead-Line"
7. "Where Do We Go From Here"
8. "Fool Of The Night"
9. "Anna Lee"
10. "Blood Brothers"
11. "The Last Jim"